# 高島村 (岡山県上道郡)
高島村（たかしまそん）は、かつて岡山県上道郡にあった村である。1954年（昭和29年）4月1日に岡山市に編入され廃止された。現在は同市中区となっている。

## 沿革
- 1889年（明治22年）6月1日 - 上道郡中井村、国府市場村、湯迫村、賞田村、今在家村、新屋敷村、祇園村、雄町村の地域をもって上道郡高島村が成立。
- 1954年（昭和29年）4月1日 - 高島村が岡山市へ編入合併する。
- 1985年（昭和60年）3月14日 - JR山陽本線高島駅が開業する。
- 2009年（平成21年）4月1日 - 岡山市が政令指定都市へ移行、中区の管轄となる。

## 出身・ゆかりのある人物
- 大森兵蔵 - 日本バスケットボールの父